# Charles Oliveira
Charles Oliveira da Silva  (ur. 17 października 1989 w Guarui) – brazylijski zawodnik mieszanych sztuk walki (MMA). Od 2010 roku jest zawodnikiem największej organizacji MMA na świecie – UFC, w której w latach 2021-2022 był mistrzem w wadze lekkiej.

## Życiorys
Pierwsze treningi brazylijskiego jiu-jitsu rozpoczął w wieku 12 lat, zdobywając biały pas w 2003 roku. Czarny pas w brazylijskim jiu-jitsu otrzymał pod okiem Ericsona Cardoso i Jorge Patino Macaco w 2010 r.

## Kariera MMA

### UFC
27 sierpnia 2016 r. na UFC on Fox 21 zmierzył się z Anthonym Pettisem. Po wyczerpującej dla obu zawodników walce, Pettis poddał Oliveirę w trzeciej rundzie przez duszenie gilotynowe.
5 listopada 2016 r. w finale The Ultimate Fighter Latin America 3 zmierzył się z Ricardo Lamasem. Walka została rozegrana w limicie umownym, ponieważ Oliveira nie wykonał odpowiedniej wagi. Amerykanin zapewnił mu drugą z rzędu porażkę przez gilotynę, zmuszając go do klepania.
8 kwietnia 2017 podczas UFC 210 stoczył walkę się z Willem Brooksem. W pierwszej rundzie powrócił na zwycięskie tory, dusząc rywala zza pleców. Po walce otrzymał bonus w kategorii występ wieczoru.
W ostatniej walce w 2017 roku, podczas UFC 218 przegrał z Paulem Felderem przez TKO w drugiej rundzie.
W 2018 roku dołączył do klubu Chute Boxe Diego Lima w São Paulo. Według niego, jego były klub Macaco Gold Team (kierowany przez Jorge „Macaco” Patino) skupiał się głównie na BJJ z uzupełniającymi uderzeniami, podczas gdy był pewny swoich umiejętności walki w parterze, czuł, że musi poprawić swoją grę uderzeniową. Patino nadal jest jego trenerem BJJ, ale treningi Oliveiry zostały uzupełnione  boksem tajskim w agresywnym stylu.
Następnie zastąpił kontuzjowanego Bobby'ego Greena i zmierzył się z Clayem Guidą na UFC 225. W pierwszej rundzie ruszył do ataku pod siatką, po czym zapiął duszenie gilotynowe, która Guida musiał ostatecznie odklepać. Zwycięstwo przyniosło mu piątą nagrodę za występ wieczoru.
22 września 2018 zmierzył się z powracającym do organizacji Christosem Giagosem na UFC Fight Night 137. Wygrał walkę przez poddanie w drugiej rundzie. Tym zwycięstwem Oliveira wyprzedził legendarnego Royce'a Gracie w największej liczbie zwycięstw przez poddania (11) w historii UFC. To zwycięstwo przyniosło mu nagrodę za występ wieczoru.
15 grudnia 2018 roku na UFC on Fox 31 doszło do jego rewanżu z Jimem Millerem. Z walki zwycięsko wyszedł tym razem Brazylijczyk, który wygrał przez poddanie na początku pierwszej rundy. Zwycięstwo przyniosło mu siódmą nagrodę bonusową za występ wieczoru (ustanawiając nowy rekord).
2 lutego 2019 roku na gali UFC Fight Night 144 stoczył walkę ze Szwedem, Davidem Teymurem. Wygrał walkę w drugiej rundzie przez duszenie zwane anakondą. Dzięki temu zwycięstwu Oliveira przedłużył rekord UFC pod względem większości zwycięstw przez poddanie do trzynastu. To zwycięstwo przyniosło mu nagrodę bonusową za występ wieczoru.
W pierwszej walce w ramach jego nowego kontraktu na pięć walk doszło trylogii z Nikiem Lentzem, która odbyła się 18 maja 2019 roku na UFC Fight Night 152. Oliveira ponownie okazał się lepszy od swojego rywala i tym razem technicznie znokautował go w drugiej rundzie.
Później zastępując Leonardo Santosa, w następnej walce skrzyżował rękawice z Jaredem Gordonem 16 listopada 2019 roku na UFC Fight Night 164. Oliveira zdemolował rywala w pierwszej rundzie walki, posyłając go na deski ciosem podbródkowym oraz dopełniając zniszczenia jeszcze jednym uderzeniem. To zwycięstwo przyniosło mu nagrodę za występ wieczoru. W styczniu 2020 stoczył super walkę w grapplingu na wydarzeniu MMA SFT 20 przeciwko Lucasowi Barrosowi z klubu Demian Maia Jiu-Jitsu. Oliveira i Barros walczyli jiu-jitsu gi w klatce na zasadach IBJJF. Charles wygrał decyzją.
Podczas UFC Fight Night 170 14 marca 2020 roku zmierzył się z Kevinem Lee. Podczas ważenia Lee ważył ponad limit wagi lekkiej, wynoszący 70 kg. Stracił przez to 20% swojej gaży, a jego walka miała przebiegać zgodnie z planem. Oliveira wygrał walkę przez poddanie duszeniem gilotynowym w trzeciej rundzie. Zwycięstwo przyniosło mu kolejną nagrodę najlepszy występ wieczoru. Dzięki tej wygranej przedłużył rekord UFC pod względem ilości zwycięstw przez poddanie do 14. Awansował też na drugie miejsce pod względem otrzymanych bonusów.
4 października 2020 roku na UFC on ESPN: Holm vs. Aldana miał zawalczyć z Beneilem Dariushem, ale wycofał się z walki na początku września z nieujawnionych powodów.
W drugiej walce wieczoru gali UFC 256 12 grudnia 2020 roku zmierzył się Tonym Fergusonem. Po trzech dominujących rundach wygrał walkę jednogłośną decyzją. Było to jego pierwsze zwycięstwo przez decyzję od czasu walki z Jeremym Stephensem w 2014 roku. To zwycięstwo przyniosło mu jedenastą nagrodę za najlepszy występ wieczoru.

#### Mistrz wagi lekkiej UFC
15 maja 2021 roku na gali UFC 262 zdobył pas mistrzowski UFC w wadze lekkiej, pokonując przez techniczny nokaut w drugiej rundzie byłego mistrza Bellator MMA – Michaela Chandlera.
W pierwszej obronie mistrzowskiego pasa na UFC 269 zwyciężył poddaniem w trzeciej rundzie z Dustinem Poirierem. Za swój występ został nagrodzony od organizacji bonusem za występ wieczoru.
7 maja 2022 roku na UFC 274 miał po raz drugi obronić tytuł przed byłym tymczasowym mistrzem wagi lekkiej UFC Justinem Gaethje. Podczas ważenia Oliveira ważył 70,5 kg, ponad pół kilo powyżej limitu dywizji lekkiej. W rezultacie, po rozpoczęciu walki, Oliveira został oficjalnie pozbawiony tytułu mistrzowskiego i zdobyć mógł go tylko Gaethje. Była to pierwsza taka sytuacja w historii UFC, w której pozbawiono tytułu z powodu niezrobienia wagi. Do Bronx poddał Gaethjego duszeniem zza pleców w pierwszej rundzie i został ogłoszony pretendentem do tytułu mistrza wagi lekkiej UFC.

#### Walki od 2022
Na UFC 280, które odbyło się 22 października 2022 w Abu Zabi, doszło do pojedynku Oliveiry z Isłamem Machaczewem o wakujący tytuł kategorii lekkiej. Przegrał w drugiej rundzie przez duszenie trójkątne.
Następnie planowano by zawalczył 6 maja 2023 roku (UFC 288) w konfrontacji z Beneilem Dariushem, jednak Oliveira musiał wycofać się z rywalizacji w tym terminie z powodu kontuzji, a walka zestawionych zawodników została przełożona na galę UFC 289. Oliveira wygrał ten pojedynek przez TKO w pierwszej rundzie, kończąc Dariusha ciosami w parterze. Zwycięstwo przyniosło mu również jego trzynastą nagrodę bonusową za występ wieczoru.
Oczekiwano, że 21 października 2023 w walce wieczoru gali UFC 294 dojdzie do jego rewanżu z Isłamem Machaczewem o mistrzostwo wagi lekkiej.  Podczas konferencji prasowej po jednej z gali Contender Series prezydent UFC, Dana White, ogłosił, że podczas sparingu przed walką doznał rozcięcia łuku brwiowego, które wykluczyło go z udziału w walce. 
Podczas jubileuszowej gali UFC 300, która odbyła się 13 kwietnia 2024 w T-Mobile Arenie, zawalczył z Ormianinem, Armanem Carukjanem. Pojedynek był eliminatorem do walki o pas mistrzowski UFC w wadze lekkiej. Po trzyrundowej bliskiej batalii uległ rywalowi niejednogłośnie na kartach punktowych. 
Siedem miesięcy później podczas listopadowej gali UFC 309 w Nowym Jorku przystąpił do rewanżowej walki z Michaelem Chandlerem. Oliveira ponownie wyszedł zwycięsko z konfrontacji z Amerykaninem, tym razem pokonując go na pełnym dystansie. Pojedynek nagrodzono bonusem za najlepszą walkę wieczoru.  
28 czerwca 2025 w walce wieczoru gali UFC 317 w Las Vegas, ponownie zawalczył o mistrzostwo wagi lekkiej. Jego rywalem został były mistrz wagi piórkowej, Ilia Topuria. W pierwszej rundzie został znokautowany przez Gruzina kombinacją ciosów, kolejno – prawy sierpowy, lewy sierpowy oraz ciosy młotkowe.  

## Osiągnięcia

### Mieszane sztuki walki
- Predator FC
  - 2008: Zwycięzca turnieju Predator FC w wadze półśredniej
- Ultimate Fighting Championship
  - 2021-2022: Mistrz UFC w wadze lekkiej[2]

## Lista walk w MMA
| Wynik     | Bilans    | Przeciwnik (bilans przed walką) | Rozstrzygnięcie                            | Runda | Czas | Rozgrywki                                                           | Data       | Miejsce        | Uwagi |
| --------- | --------- | ------------------------------- | ------------------------------------------ | ----- | ---- | ------------------------------------------------------------------- | ---------- | -------------- | --- |
| Przegrana | 35-11 (1) | Ilia Topuria (16-0)             | KO (prawy, lewy sierpowy i ciosy młotkowe) | 1     | 2:27 | UFC 317                                                             | 28.06.2025 | Las Vegas      | Pojedynek o wakujący pas mistrzowski UFC w wadze lekkiej. Main Event.                                                                               |
| Wygrana   | 35-10 (1) | Michael Chandler (23-8)         | Decyzja (jednogłośna)                      | 5     | 5:00 | UFC 309                                                             | 16.11.2024 | Nowy Jork      | Bonus za walkę wieczoru. Co-Main Event |
| Przegrana | 34-10 (1) | Arman Carukjan (21-3)           | Decyzja (niejednogłośna)                   | 3     | 5:00 | UFC 300                                                             | 13.04.2024 | Las Vegas      | Eliminator do walki o pas mistrzowski UFC w wadze lekkiej.                                                                                          |
| Wygrana   | 34-9 (1)  | Beneil Dariush (22-4-1)         | TKO (ciosy pięściami w parterze)           | 1     | 4:10 | UFC 289                                                             | 10.06.2023 | Vancouver      | Bonus za występ wieczoru. Co-Main Event |
| Przegrana | 33-9 (1)  | Isłam Machaczew (22-1)          | Poddanie (duszenie trójkątne rękoma)       | 2     | 3:16 | UFC 280                                                             | 22.10.2022 | Abu Zabi       | Walka o pas mistrzowski UFC w wadze lekkiej. Main Event                                                                                             |
| Wygrana   | 33-8 (1)  | Justin Gaethje (23-3)           | Poddanie (duszenie zza pleców)             | 1     | 3:22 | UFC 274                                                             | 07.05.2022 | Phoenix        | Oliveira przekroczył limit wagi lekkiej, w związku z czym stracił pas mistrzowski UFC i tylko ten tytuł mógł zdobyć Gaethje. Main Event             |
| Wygrana   | 32–8 (1)  | Dustin Poirier (28-6)           | Poddanie (duszenie zza pleców)             | 3     | 1:02 | UFC 269                                                             | 11.12.2021 | Las Vegas      | Obronił pas mistrzowski UFC w wadze lekkiej. Bonus za występ wieczoru. Main Event                                                                   |
| Wygrana   | 31-8 (1)  | Michael Chandler (22-5)         | TKO (ciosy pięściami)                      | 2     | 0:19 | UFC 262                                                             | 15.05.2021 | Houston        | Zdobył pas mistrzowski UFC w wadze lekkiej. Bonus za występ wieczoru. Main Event                                                                    |
| Wygrana   | 30-8 (1)  | Tony Ferguson (25-4)            | Decyzja (jednogłośna)                      | 3     | 5:00 | UFC 256                                                             | 12.12.2020 | Las Vegas      | Co-Main Event |
| Wygrana   | 29-8 (1)  | Kevin Lee (18-5)                | Poddanie (duszenie gilotynowe)             | 3     | 0:28 | UFC Fight Night: Lee vs. Oliveira                                   | 14.03.2020 | Brasilia       | Limit umowny -70 kg. Lee przekroczył limit umowny. Bonus za występ wieczoru. Main Event                                                             |
| Wygrana   | 28-8 (1)  | Jared Gordon (14-4)             | KO (ciosy)                                 | 1     | 1:26 | UFC Fight Night: Błachowicz vs. Jacaré                              | 17.11.2019 | São Paulo      | Bonus za występ wieczoru. |
| Wygrana   | 27-8 (1)  | Nik Lentz (30-10)               | TKO (ciosy pięściami)                      | 2     | 2:11 | UFC Fight Night: dos Anjos vs. Lee                                  | 18.05.2019 | Nowy Jork      | |
| Wygrana   | 26-8 (1)  | David Teymur (8-1)              | Poddanie (duszenie anakonda)               | 2     | 0:55 | UFC Fight Night: Assunção vs. Moraes 2                              | 02.02.2019 | Fortaleza      | Bonus za występ wieczoru. |
| Wygrana   | 25-8 (1)  | Jim Miller (29-12. 1NC)         | Poddanie (duszenie zza pleców)             | 1     | 1:15 | UFC on Fox: Lee vs. Iaquinta 2                                      | 15.12.2018 | Milwaukee      | Bonus za występ wieczoru. |
| Wygrana   | 24-8 (1)  | Christos Giagos (15-6)          | Poddanie (duszenie zza pleców)             | 2     | 3:22 | UFC Fight Night: Santos vs. Anders                                  | 22.09.2018 | São Paulo      | Pobił rekord UFC - najwięcej poddań (11). Bonus za występ wieczoru.                                                                                 |
| Wygrana   | 23-8 (1)  | Clay Guida (34-17)              | Poddanie (duszenie gilotynowe)             | 1     | 2:18 | UFC 225                                                             | 09.06.2018 | Chicago        | Bonus za występ wieczoru. |
| Przegrana | 22-8 (1)  | Paul Felder (14-3)              | TKO (łokcie)                               | 2     | 4:06 | UFC 218                                                             | 02.12.2017 | Detroit        | |
| Wygrana   | 22-7 (1)  | Will Brooks (18-2)              | Poddanie (duszenie zza pleców)             | 1     | 2:30 | UFC 210                                                             | 08.04.2017 | Buffalo        | Powrót do wagi lekkiej. Bonus za występ wieczoru.                                                                                                   |
| Przegrana | 21-7 (1)  | Ricardo Lamas (16-5)            | Poddanie (duszenie gilotynowe)             | 2     | 2:13 | The Ultimate Fighter Latin America 3 Finale: dos Anjos vs. Ferguson | 05.11.2016 | Meksyk         | Walka w limicie umownym do 70,3 kg. Oliveira nie wykonał wagi                                                                                       |
| Przegrana | 21-6 (1)  | Anthony Pettis (18-5)           | Poddanie (duszenie gilotynowe)             | 3     | 1:49 | UFC on Fox: Maia vs. Condit                                         | 27.08.2016 | Vancouver      | Co-Main Event |
| Wygrana   | 21-5 (1)  | Myles Jury (15-1)               | Poddanie (duszenie gilotynowe)             | 1     | 3:05 | UFC on Fox: dos Anjos vs. Cowboy 2                                  | 19.12.2015 | Orlando        | Limit umowny -68,2 kg. Oliveira przekroczył limit wagowy.                                                                                           |
| Przegrana | 20-5 (1)  | Max Holloway (13-3)             | TKO (kontuzja szyi)                        | 1     | 1:39 | UFC Fight Night: Holloway vs. Oliveira                              | 23.08.2015 | Saskatoon      | Main Event |
| Wygrana   | 20-4 (1)  | Nik Lentz (25-6)                | Poddanie (duszenie gilotynowe)             | 3     | 1:10 | UFC Fight Night: Condit vs. Alves                                   | 30.05.2015 | Goiânia        | Bonus za występ i walkę wieczoru. Co-Main Event |
| Wygrana   | 19-4 (1)  | Jeremy Stephens (23-10)         | Decyzja (jednogłośna)                      | 3     | 5:00 | The Ultimate Fighter: A Champion Will Be Crowned Finale             | 12.12.2014 | Las Vegas      | Limit umowny -66,4 kg. Oliveira przekroczył limit umowny.                                                                                           |
| Wygrana   | 18-4 (1)  | Hatsu Hioki (27-8)              | Poddanie (duszenie anakonda)               | 2     | 4:28 | UFC Fight Night 43: Te Huna vs. Marquardt                           | 28.06.2014 | Auckland       | Bonus za występ wieczoru. |
| Wygrana   | 17-4 (1)  | Andy Ogle (9-3)                 | Poddanie (duszenie trójkątne)              | 3     | 2:40 | UFC Fight Night: Machida vs. Mousasi                                | 15.02.2014 | Jaraguá do Sul | Bonus za występ wieczoru. |
| Przegrana | 16-4 (1)  | Frankie Edgar (15-4)            | Decyzja (jednogłośna)                      | 3     | 5:00 | UFC 162                                                             | 06.07.2013 | Las Vegas      | Bonus za walkę wieczoru. Co-Main Event |
| Przegrana | 16-3 (1)  | Cub Swanson (17-5)              | KO (cios)                                  | 1     | 2:40 | UFC 152                                                             | 22.09.2012 | Toronto        | Limit umowny -66,3 kg. Oliveira przekroczył limit umowny.                                                                                           |
| Wygrana   | 16-2 (1)  | Jonathan Brookins (13-4)        | Poddanie (duszenie gilotynowe)             | 2     | 2:42 | The Ultimate Fighter: Live Finale                                   | 01.06.2012 | Las Vegas      | |
| Wygrana   | 15-2 (1)  | Eric Wisely (19-6)              | Poddanie                                   | 1     | 1:43 | UFC on Fox: Evans vs. Davis                                         | 28.01.2012 | Chicago        | Debiut w wadze piórkowej. Bonus za poddanie wieczoru.                                                                                               |
| Przegrana | 14-2 (1)  | Donald Cerrone (15-3)           | TKO (ciosy pięściami)                      | 1     | 3:01 | UFC Live: Hardy vs. Lytle                                           | 14.08.2011 | Milwaukee      | |
| Nieodbyta | 14-1 (1)  | Nik Lentz (21-3)                | NC (nielegalne kolano)                     | 2     | 1:48 | UFC Live: Kongo vs. Barry                                           | 26.06.2011 | Pittsburgh     | Początkowo wygrana Oliveiry przez poddanie (duszenie zza pleców), werdykt zmieniony na no contest przez nielegalne kolano. Bonus za walkę wieczoru. |
| Przegrana | 14-1      | Jim Miller (19-2)               | Poddanie (dźwignia na kolano)              | 1     | 1:59 | UFC 124                                                             | 11.12.2010 | Montreal       | |
| Wygrana   | 14-0      | Efrain Escudero (13-1)          | Podanie (duszenie zza pleców)              | 3     | 2:25 | UFC Fight Night: Marquardt vs. Palhares                             | 15.09.2010 | Austin         | Limit umowny -72,1 kg. Escudero przekroczył limit wagowy. Bonus za poddanie wieczoru. Co-Main Event                                                 |
| Wygrana   | 13-0      | Darren Elkins (11-1)            | Poddanie (dźwignia na staw łokciowy)       | 1     | 0:41 | UFC Live: Jones vs. Matyushenko                                     | 01.08.2010 | San Diego      | Debiut w UFC. Bonus za podanie wieczoru. |
| Wygrana   | 12-0      | Diego Battaglia (3-4)           | KO (slam)                                  | 1     | ?    | Warriors Challenge 5                                                | 14.02.2010 | Porto Belo     | |
| Wygrana   | 11-0      | Rosenildo Rocha (1-1)           | Poddanie (duszenie zza pleców)             | 1     | 1:21 | Warriors Challenge 5                                                | 14.02.2010 | Porto Belo     | |
| Wygrana   | 10-0      | Eduardo Pachu (8-2)             | Decyzja (niejednogłośna)                   | 3     | 5:00 | Eagle Fighting Championship                                         | 26.09.2009 | São Paulo      | |
| Wygrana   | 9-0       | Alexandre Bezerra (5-0)         | Poddanie (duszenie anakonda)               | 2     | 1:11 | First Class Fight 3                                                 | 18.09.2009 | São Paulo      | |
| Wygrana   | 8-0       | Dom Stanco (6-2)                | Poddanie (duszenie zza pleców)             | 1     | 3:33 | Ring of Combat 24                                                   | 17.04.2009 | Atlantic City  | |
| Wygrana   | 7-0       | Carlos Soares (0-1)             | Poddanie (dźwignia trójkątna na ręke)      | 1     | 2:48 | Jungle Fight 12: Warriors 2                                         | 21.03.2009 | Rio de Janeiro | |
| Wygrana   | 6-0       | Elieni Silva (3-2)              | TKO (kolano i ciosy)                       | 2     | ?    | Korea Fight 1                                                       | 29.12.2008 | São Paulo      | |
| Wygrana   | 5-0       | Daniel Fernandes (0-0)          | KO                                         | ?     | ?    | Korea Fight 1                                                       | 29.12.2008 | São Paulo      | |
| Wygrana   | 4-0       | Mehdi Baghdad (1-1)             | TKO (ciosy)                                | 1     | 1:01 | Kawai Arena 1                                                       | 13.12.2008 | São Paulo      | Debiut w wadze lekkiej. |
| Wygrana   | 3-0       | Diego Braga (5-4)               | TKO (ciosy)                                | 1     | 2:30 | Predador FC 9: Welterweight Grand Prix                              | 15.03.2008 | São Paulo      | Wygrał finał i turniej PFC Welterweight Grand Prix w wadze półśredniej.                                                                             |
| Wygrana   | 2-0       | Viscardi Andrade (3-1)          | TKO (ciosy)                                | 2     | 2:47 | Predador FC 9: Welterweight Grand Prix                              | 15.03.2008 | São Paulo      | Półfinał turnieju PFC Welterweight Grand Prix w wadze półśredniej.                                                                                  |
| Wygrana   | 1-0       | Jackson Pontes (1-0)            | Poddanie (duszenie zza pleców)             | 1     | 2:11 | Predador FC 9: Welterweight Grand Prix                              | 15.03.2008 | São Paulo      | Ćwierćfinał turnieju PFC Welterweight Grand Prix w wadze półśredniej.                                                                               |